# Vicente Rodríguez
Vicente Rodríguez Guillén (født 16. juli 1981 i Valencia CF) bedre kendt som Vicente er en spansk tidligere fodboldspiller, der spiller i Valencia CF. Han var på klubplan primært tilknyttet Valencia CF. Hans favoritposition er venstre midtbane. Med Valencia vandt han det spanske mesterskab i både 2002 og 2004, samt UEFA Cuppen i 2004.
Vicente spillede desuden 38 kampe og scorede tre mål for Spaniens landshold, som han debuterede for i marts 2001 i et opgør mod Frankrig. Han deltog ved EM i 2004.